# Turó Gros (Viladrau)
El Turó Gros és una muntanya de 1.091 metres que es troba al municipi de Viladrau, a la comarca d'Osona.